# Corredor Ecológico de San Juan
El Corredor Ecológico de San Juan (CESJ) es un proyecto para la creación de un corredor ecológico en el Estado Libre Asociado de Puerto Rico firmado por la Ley Número 206 del 28 de agosto de 2003. Esta zona verde de aproximadamente 1,000 cuerdas en la periferia de la ciudad de San Juan se compone por el Bosque del Este (los Capuchinos), el Bosque Estatal Nuevo Milenio, los terrenos de la Estación Experimental de Río Piedras y el Jardín Botánico de San Juan y representan los remanentes principales de áreas verdes y boscosas dentro del área urbanizada de San Juan. Se distingue por la presencia de valles y lomas en donde las elevaciones fluctúan entre los 10 metros de altura sobre el nivel del mar hasta 115 metros en el punto más alto.
El CESJ forma parte de la cuenca hidrográfica del río Piedras y el área de drenaje del Estuario de la Bahía de San Juan. El principal cuerpo de agua dentro del municipio de San Juan, es el río Piedras.